# SM U-7 (1910)
SM U-7 – niemiecki okręt podwodny typu U-5 z okresu I wojny światowej, który wszedł do służby w Cesarskiej Marynarce Wojennej w 1911 roku. Podczas swoich trzech patroli bojowych nie zdołał zatopić żadnej jednostki wroga. Zatopiony przez pomyłkę w styczniu 1915 roku przez inny niemiecki okręt podwodny.

## Projekt i budowa
Zamówienie na trzeci okręt typu U-5 zostało złożone w stoczni Germaniawerft w Kilonii 8 kwietnia 1908 roku. Rozpoczęcie budowy nastąpiło 6 maja 1909 roku, wodowanie 28 lipca 1910 roku. Okręt wszedł do służby 18 lipca 1911 roku.

## Służba
Po wybuchu I wojny światowej, okręt wchodzący w skład I Flotylli wyruszył w swój pierwszy patrol bojowy 1 sierpnia 1914 roku. Podczas swojego trzeciego patrolu 21 stycznia 1915 roku, u wybrzeży Holandii, okręt został błędnie rozpoznany jako wroga jednostka przez niemiecki okręt podwodny U-22 i zatopiony torpedą. Zginęło 24 członków załogi, jedną osobę z załogi zdołano uratować . Podczas trzech patroli bojowych okręt nie zdołał zatopić żadnej jednostki wroga . Wrak okrętu spoczywa na głębokości 25 metrów . 